# Gynoplistia leto
Gynoplistia leto är en tvåvingeart som beskrevs av Alexander 1959. Gynoplistia leto ingår i släktet Gynoplistia och familjen småharkrankar. Inga underarter finns listade i Catalogue of Life.